# Lycosa australicola
Lycosa australicola är en spindelart som först beskrevs av Embrik Strand 1913.  Lycosa australicola ingår i släktet Lycosa och familjen vargspindlar. Inga underarter finns listade i Catalogue of Life.